# Шулепова, Мария Яковлевна
Мария Яковлевна Шулепова (1925 год, Чупино, Новосибирская область, РСФСР, СССР — дата и место смерти не известны, СССР) — колхозница, Герой Социалистического Труда (1948).

## Биография
Родилась в 1925 году в селе Чупино Новосибирской области. С 1941 по 1945 год работала дояркой в колхозе «Заветы Ильича» Бородулихинского района Семипалатинской области Казахской ССР. C 1946 года была звеньевой полеводческой бригады. В 1952 году вступила в КПСС. С 1963 года была бригадиром лесоводческой бригады Максимо-Горьковского лесного хозяйства Павлодарской области.
В 1947 году полеводческая бригада, которой руководила Мария Шулепова, собрала 30,2 центнеров пшеницы с 11 гектаров, за что она была удостоена звания Героя Социалистического Труда. За получение высоких урожаев пшеницы, ржи, хлопка в 1947 году удостоена звания Героя Социалистического Труда указом Президиума Верховного Совета СССР от 28 марта 1948 года с вручением ордена Ленина и золотой медали «Серп и Молот».

## Награды
- Герой Социалистического Труда — Указом Президиума Верховного Совета от 28 марта 1948 года.
- Орден Ленина (1948);

## Источник
- Герои Социалистического труда по полеводству Казахской ССР. Алма-Ата. 1950. 412 стр
- Шығыс Қазақстан облысы [Мәтін]: энциклопедия. — Алматы: Қазақ энциклопедиясы, 2014. — Шулепова Мария: б. 814.